# Båstad GK
Båstad Golfklubb is een golfclub uit Boarp net buiten Båstad in de Zweedse provincie Skåne län. De golfclub heeft in totaal 36 holes verdeeld over twee golfbanen: de gamla (oude) baan en de nya (nieuwe) baan. De oude baan stamt uit 1930 en was hiermee de tweede achttien holes golfbaan in Zweden en de nieuwe baan stamt uit 1990. In 2007 werd op de nieuwe baan de PING Junior Solheim Cup 2007 gehouden.